# Sons of Northern Darkness
Sons of Northern Darkness — седьмой альбом норвежской блэк-метал-группы Immortal, вышедший в 2002 году.
Музыкально альбом во многом похож на два предшествующих релиза: At the Heart of Winter и Damned in Black. Это первый альбом группы, записанный на лейбле Nuclear Blast. Iscariah покинул группу незадолго до того, как альбом был выпущен, и на следующий год группа распалась, объединившись вновь только в 2007 году.
Альбом был издан в различных форматах, включая стандартный компакт-диск, ограниченный выпуск 4-панельный диджипак, «Deluxe Edition» digipack с бонусным DVD, Picture диск, альбом в Gatefold обложке, и состоящая из четырёх частей 10" пластинка в кожаной коробке. Также ограниченным тиражом (1000 копий) вышло издание в металлической коробке, которое можно было заказать только непосредственно у Nuclear Blast и которое было распродано прежде, чем фактически выпущено.

## Список композиций
Вся музыка Abbath/Horgh, лирика Demonaz
1. «One by One» — 5:00
2. «Sons of Northern Darkness» — 4:47
3. «Tyrants» — 6:18
4. «Demonium» — 3:57
5. «Within the Dark Mind» — 7:31
6. «In My Kingdom Cold» — 7:17
7. «Antarctica» — 7:12
8. «Beyond the North Waves» — 8:06

## Бонусное DVD
Запись на ручную камеру Achim Köhler, 2 мая 2003, Metal Gods Tour в Нью-Йорке.
1. «Wrath From Above»
2. «Damned In Black»
3. «One By One»
4. «Tyrants (Part 1)»
5. «Tyrants (Part 2)»
6. «Solarfall»
7. «Beyond The North Waves»

## Участники записи
Члены группы
- Abbath Doom Occulta — гитара, вокал
- Demonaz Doom Occulta — лирика
- Horgh — ударные
- Iscariah — бас

Остальные
- Петер Тэгтгрен — продюсер
- Lars Szoke — звукоинженер
- Brjorn Stian Bjoarvik, Horgh и Demonaz — оформление альбома
- Kay Berg — фото на обложке
- Henning Aasen Fosse, Jan Erik Larsen, Horgh и Abbath — изготовление оружия для фотосессии